# 中海油田服務
中海油田服務股份有限公司（港交所：2883，简称：中海油田；上交所：601808，简称：中海油服）主要從事鑽井工作、提供油氣井技術、近海工作船服務及運輸，2002年中國海洋石油總公司分拆於本港以國企股上市。
中海油田服务股份有限公司（中海油服，China Oilfield Services Limited 或 COSL）是亚洲最具规模的综合型油田服务供应商。服务贯穿海上石油及天然气勘探、开发及生产的各个阶段。业务分为四大类：物探勘察服务、钻井服务、油田技术服务及船舶服务。
該公司的H股於2002年11月在香港上市，當時招股定價為1.68港元。2007年9月A股上市。:93
2014年集團營業額329.9億元人民幣，純利75.202億元人民幣。2017年12月31日止年度股東應佔利潤約3300萬元人民幣。